# Réserve naturelle de Silaka
La réserve naturelle de Silaka (anglais : Silaka Nature Reserve) est un réserve naturelle située sur la côté est du Cap-Oriental, en Afrique du Sud. Elle s'étend sur une très petite superficie: environ 400 ha.